# Blaignac
Blaignac  egy francia település Gironde megyében az Aquitania régióban. Lakosainak száma 320 fő (2022. január 1.).

## Adminisztráció
Polgármesterek:
- 2001–2008 Gilles Jautard
- 2008–2014 Max Jautard
- 2014–2020 Gilles Jautard

## Demográfia
| Lakosok száma | 210  | 186  | 203  | 253  | 287  | 290  | 287  | 286  | 290  | 320  |
|               | 1968 | 1982 | 1990 | 2006 | 2013 | 2015 | 2017 | 2019 | 2020 | 2022 |

## Látnivalók
- Saint-Saturnin templom a XII. századból

### Galéria

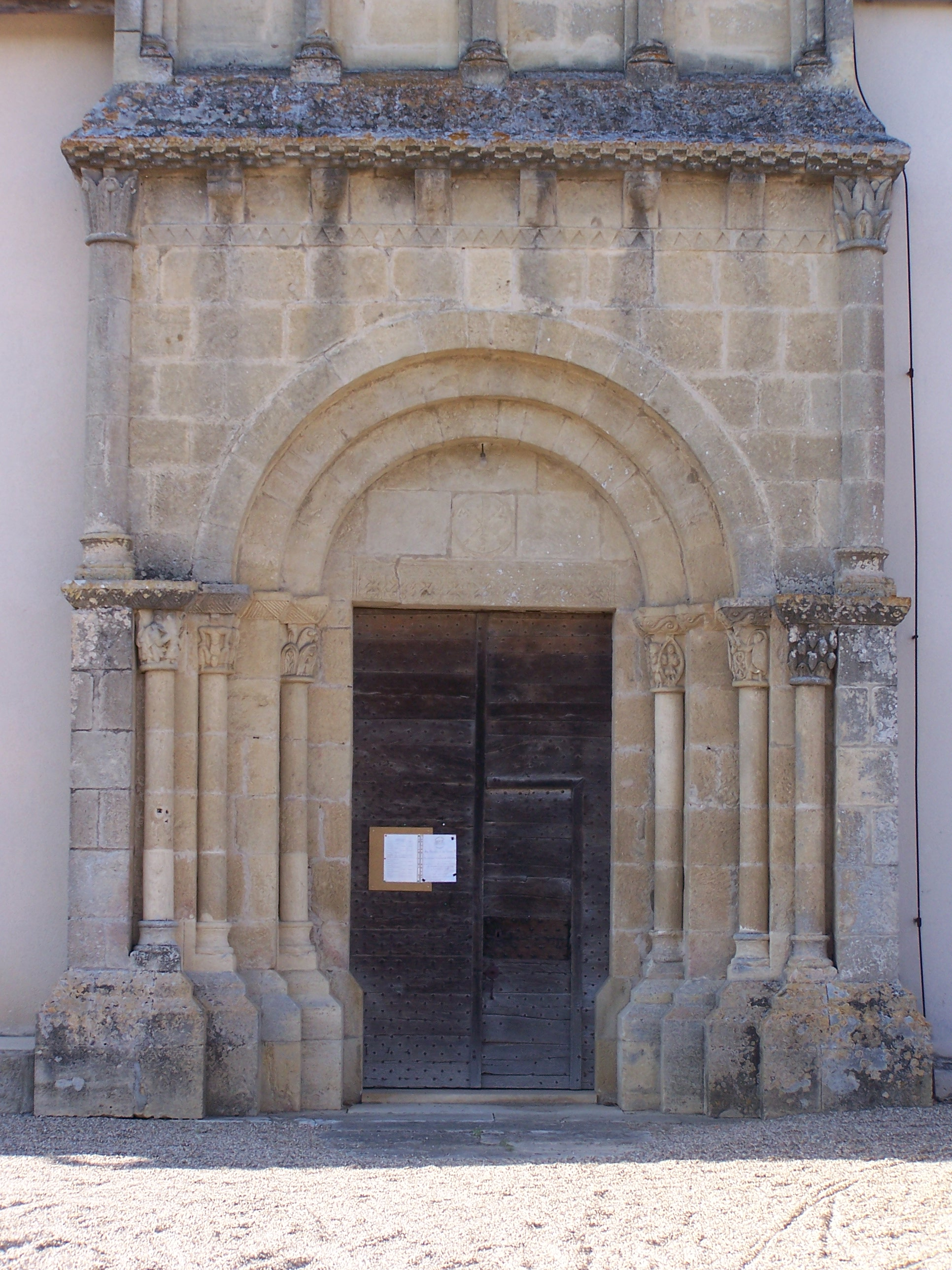
Saint-Saturnin
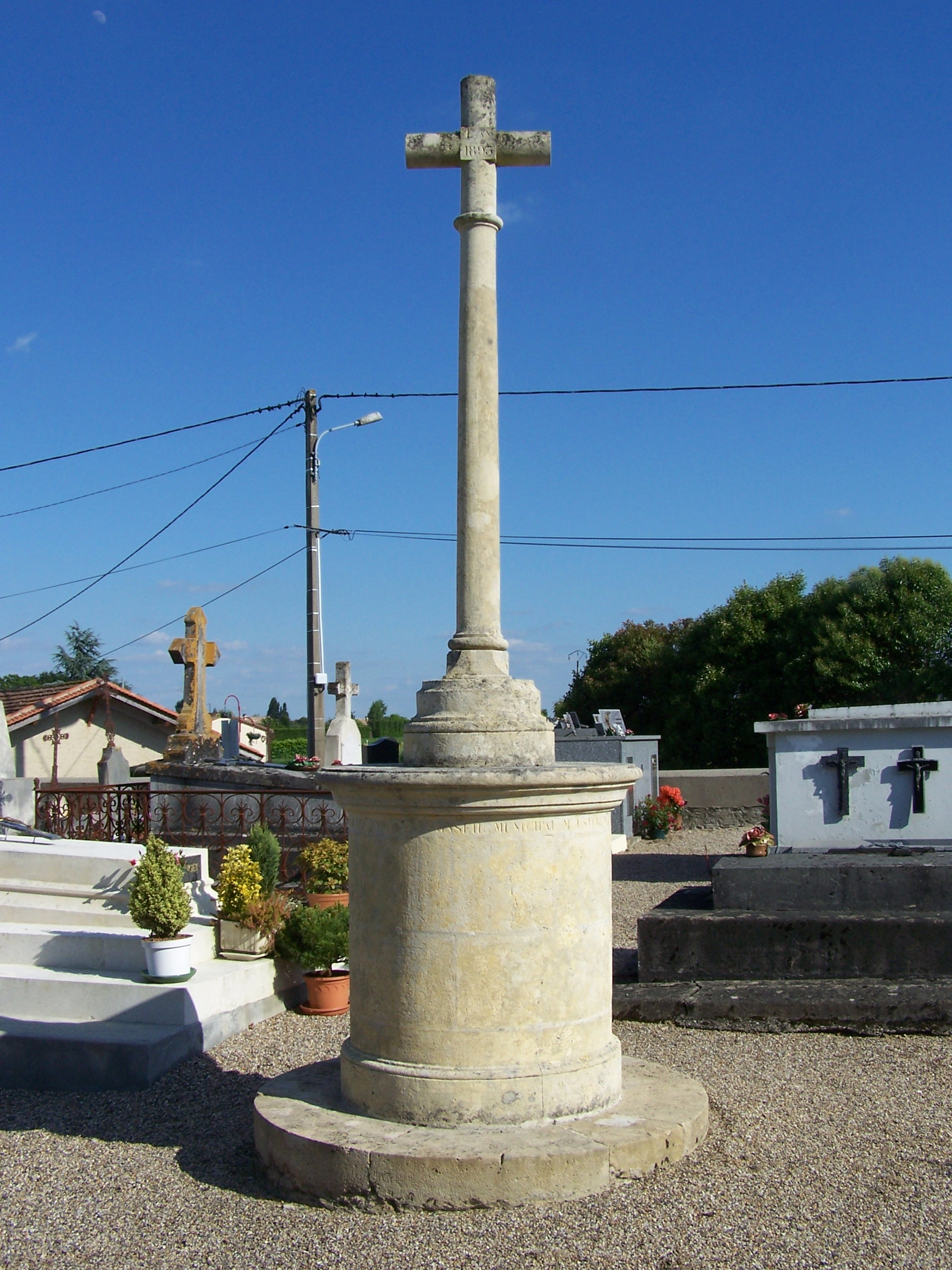
Emlékmű
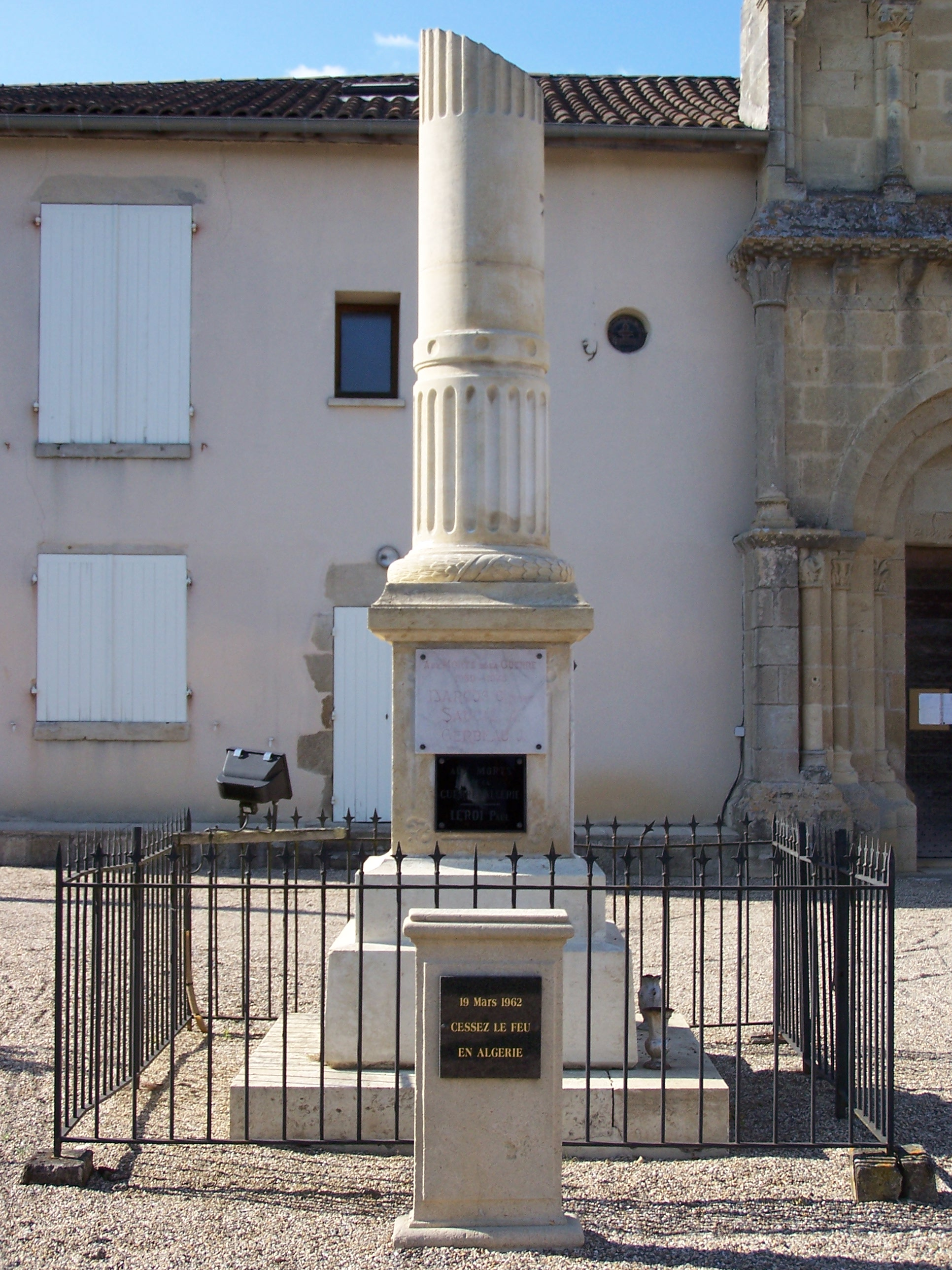
Emlékmű